# Wereldkampioenschappen schoonspringen 2022 – tienmetertoren vrouwen
Het schoonspringen vanaf de tienmetertoren voor vrouwen tijdens de wereldkampioenschappen schoonspringen 2022 vond plaats op 26 en 27 juni 2022 in de Donau-arena in Boedapest.

## Uitslag
Finalisten zijn de eerste 12 genoemde deelnemers, aangegeven met groen.
Halvefinalisten zijn de 6 daaropvolgende deelnemers, aangegeven met blauw.
| Rang   | Naam                      | Land                | Voorronde | Voorronde | Halve finale  | Halve finale  | Finale        | Finale        |
| Rang   | Naam                      | Land                | Punten    | Rang      | Punten        | Rang          | Punten        | Rang          |
| ------ | ------------------------- | ------------------- | --------- | --------- | ------------- | ------------- | ------------- | ------------- |
| Goud   | Chen Yuxi                 | China               | 413,95    | 1         | 427,00        | 1             | 417,25        | 1             |
| Zilver | Quan Hongchan             | China               | 410,85    | 2         | 413,70        | 2             | 416,95        | 2             |
| Brons  | Pandelela Rinong          | Maleisië            | 332,10    | 4         | 313,15        | 7             | 338,85        | 3             |
| 4      | Ingrid Oliveira           | Brazilië            | 340,70    | 3         | 334,30        | 4             | 327,10        | 4             |
| 5      | Caeli McKay               | Canada              | 320,35    | 6         | 336,30        | 3             | 318,45        | 5             |
| 6      | Matsuri Arai              | Japan               | 270,60    | 17        | 316,70        | 5             | 307,00        | 6             |
| 7      | Sarah Jodoin Di Maria     | Italië              | 275,25    | 15        | 302,05        | 9             | 295,65        | 7             |
| 8      | Emily Boyd                | Australië           | 280,60    | 14        | 284,70        | 12            | 294,10        | 8             |
| 9      | Daryn Wright              | Verenigde Staten    | 303,45    | 7         | 302,00        | 10            | 277,10        | 9             |
| 10     | Nikita Hains              | Australië           | 270,40    | 18        | 314,80        | 6             | 270,60        | 10            |
| 11     | Guurtje Praasterink       | Nederland           | 287,80    | 11        | 289,80        | 11            | 268,55        | 11            |
| 12     | Christina Wassen          | Duitsland           | 272,05    | 16        | 303,55        | 8             | 253,80        | 12            |
| 13     | Maycey Vieta              | Puerto Rico         | 288,10    | 10        | 280,90        | 13            | Uitgeschakeld | Uitgeschakeld |
| 14     | Sofiya Lyskun             | Oekraïne            | 323,65    | 5         | 279,40        | 14            | Uitgeschakeld | Uitgeschakeld |
| 15     | Maggie Merriman           | Verenigde Staten    | 291,90    | 9         | 269,30        | 15            | Uitgeschakeld | Uitgeschakeld |
| 16     | Pauline Pfeif             | Duitsland           | 282,00    | 12        | 260,10        | 16            | Uitgeschakeld | Uitgeschakeld |
| 17     | Viviana Del Ángel         | Mexico              | 295,15    | 8         | 227,25        | 17            | Uitgeschakeld | Uitgeschakeld |
| 18     | Anisley García            | Cuba                | 281,10    | 13        | 225,90        | 18            | Uitgeschakeld | Uitgeschakeld |
| 19     | Andrea Spendolini         | Verenigd Koninkrijk | 268,20    | 19        | Uitgeschakeld | Uitgeschakeld | Uitgeschakeld | Uitgeschakeld |
| 20     | Viviana Uribe             | Colombia            | 259,15    | 20        | Uitgeschakeld | Uitgeschakeld | Uitgeschakeld | Uitgeschakeld |
| 21     | Minami Itahashi           | Japan               | 239,75    | 21        | Uitgeschakeld | Uitgeschakeld | Uitgeschakeld | Uitgeschakeld |
| 22     | Nicoleta-Angelica Muscalu | Roemenië            | 236,15    | 22        | Uitgeschakeld | Uitgeschakeld | Uitgeschakeld | Uitgeschakeld |
| 23     | Maia Biginelli            | Italië              | 235,90    | 23        | Uitgeschakeld | Uitgeschakeld | Uitgeschakeld | Uitgeschakeld |
| 24     | Cho Eun-bi                | Zuid-Korea          | 232,80    | 24        | Uitgeschakeld | Uitgeschakeld | Uitgeschakeld | Uitgeschakeld |
| 25     | Jade Gillet               | Frankrijk           | 231,15    | 25        | Uitgeschakeld | Uitgeschakeld | Uitgeschakeld | Uitgeschakeld |
| 26     | Eden Cheng                | Verenigd Koninkrijk | 231,00    | 26        | Uitgeschakeld | Uitgeschakeld | Uitgeschakeld | Uitgeschakeld |
| 27     | Ciara McGing              | Ierland             | 230,60    | 27        | Uitgeschakeld | Uitgeschakeld | Uitgeschakeld | Uitgeschakeld |
| 28     | Maha Gouda                | Egypte              | 228,15    | 28        | Uitgeschakeld | Uitgeschakeld | Uitgeschakeld | Uitgeschakeld |
| 29     | Helle Tuxen               | Noorwegen           | 214,75    | 29        | Uitgeschakeld | Uitgeschakeld | Uitgeschakeld | Uitgeschakeld |
| 30     | Samantha Jiménez          | Mexico              | 177,65    | 30        | Uitgeschakeld | Uitgeschakeld | Uitgeschakeld | Uitgeschakeld |
| 31     | Farida Moussa             | Egypte              | 174,70    | 31        | Uitgeschakeld | Uitgeschakeld | Uitgeschakeld | Uitgeschakeld |
| 32     | Mikali Dawson             | Nieuw-Zeeland       | 174,25    | 32        | Uitgeschakeld | Uitgeschakeld | Uitgeschakeld | Uitgeschakeld |
| 33     | Mariana Osorio            | Colombia            | 158,05    | 33        | Uitgeschakeld | Uitgeschakeld | Uitgeschakeld | Uitgeschakeld |